# Principio ristretto di equivalenza in variabilità
Il Principio ristretto di equivalenza in variabilità è dovuto a Karl Pearson
e, facendo riferimento ai primi quattro momenti (o ai parametri μ, σ², β1, β2), stabilisce che
due variabili casuali sono equivalenti in variabilità quando hanno uguali gli indici β1 (simmetria) e β2 (curtosi)
Per quanto riguarda la media e la varianza, questi non vengono presi in considerazione in quanto è sufficiente standardizzare le variabili casuali per renderle tutte uguali.
Altri criteri per caratterizzare le variabili casuali sono
- il criterio della massimizzazione dell'entropia
- il criterio basato sull'elasticità della funzione di densità o probabilità